# Superstrada B8 (Croazia)
La superstrada B8, nel tratto Mattuglie-Monte Maggiore e autostrada A8 nel tratto Monte Maggiore-Canfanaro (in lingua croata rispettivamente brza cesta B8 e autocesta A8), lunga 64,2 km, è una via di comunicazione, in parte superstrada ed in parte autostrada della Croazia che collega l'A7 presso Mattuglie (Matulji) - località posta nella Regione litoraneo-montana - con Canfanaro (Kanfanar), località nel cuore dell'Istria, ove essa s'interseca con l'autostrada A9. Rappresenta il ramo orientale della cosiddetta Y istriana, e consente il collegamento tra l'Istria e il sistema autostradale del resto della Croazia. La strada sarà gestita fino al 2027 dalla Bina istra.
La strada, costruita tra gli anni '80 e gli anni '90, era in origine era composta da due corsie, una per senso di marcia, incluso il tunnel Ucka. I lavori di trasformazione in autostrada del tratto tra Canfanaro e Pisino sono terminati il 28 ottobre 2011 ed ora tale tratto è denominato autocesta A8. Nel 2020 è stato trasformato in autostrada anche il tratto tra Pisino e Cerreto, seguito nel 2021 da quello tra Cerreto e l'imbocco della galleria del monte Maggiore. Nel 2020 sono iniziati anche i lavori di scavo della seconda canna di tale tunnel, che dovrebbero essere completati nel 2024. Il tratto tra galleria del monte Maggiore e Mattuglie (svincolo con la A7) invece non è ancora in fase di raddoppio, ma è previsto l'avvio dei lavori nel corso del 2023.
La principale opera sull'arteria è il tunnel sotto il Monte Maggiore (Tunel Učka) lungo 5,062 km, terzo in lunghezza nel Paese. Il tunnel fu aperto nel '81 Il passaggio in tale tunnel è a pagamento, come tutto il tratto tra il tunnel Učka e la A9.

## Tabella percorso
| A 8 MATTUGLIE - CANFANARO |                                                        |                           |  |
|                           | Autocesta A7 Postumia-Fiume                            | Regione litoraneo-montana |  |
|                           | Mattuglie Volosca                                      | Regione litoraneo-montana |  |
|                           | Abbazia Micotici di Mattuglie                          | Regione litoraneo-montana |  |
|                           | Area parcheggio Mattuglie bidirezionale                | Regione litoraneo-montana |  |
|                           | Apriano Laurana                                        | Regione litoraneo-montana |  |
|                           | Barriera Monte Maggiore solo direzione ovest           | Regione litoraneo-montana |  |
|                           | Traforo del Monte Maggiore                             | Regione litoraneo-montana |  |
|                           | Barriera Monte Maggiore solo direzione est             | Regione istriana          |  |
|                           | Aurania di Chersano Olmeto di Bogliuno                 | Regione istriana          |  |
|                           | Area parcheggio Villabassa di Lupogliano bidirezionale | Regione istriana          |  |
|                           | Lupogliano Lanischie                                   | Regione istriana          |  |
|                           | Cerreto Moncalvo di Pisino                             | Regione istriana          |  |
|                           | Pisino Gallignana                                      | Regione istriana          |  |
|                           | San Pietro in Selve Antignana                          | Regione istriana          |  |
|                           | Gimino Baratto di Canfanaro                            | Regione istriana          |  |
|                           | Canfanaro Rovigno                                      | Regione istriana          |  |
|                           | Autocesta A9 Buie-Pola                                 | Regione istriana          |  |